# Districte municipal de Šilalė
El Districte municipal de Šilalė (en lituà: Pagėgių savivaldybė) és un dels 60 municipis de Lituània, situat dins del comtat de Tauragė, i que forma part de la regió de Samogitia. La capital del municipi és la ciutat homònima.

## Seniūnijos
- Bijotų seniūnija (Bijotai)
- Bilionių seniūnija (Bilionys)
- Didkiemio seniūnija (Didkiemis)
- Kaltinėnų seniūnija (Kaltinėnai)
- Kvėdarnos seniūnija (Kvėdarna)
- Laukuvos seniūnija (Laukuva)
- Pajūrio seniūnija (Pajūris)
- Palentinio seniūnija (Palentinis)

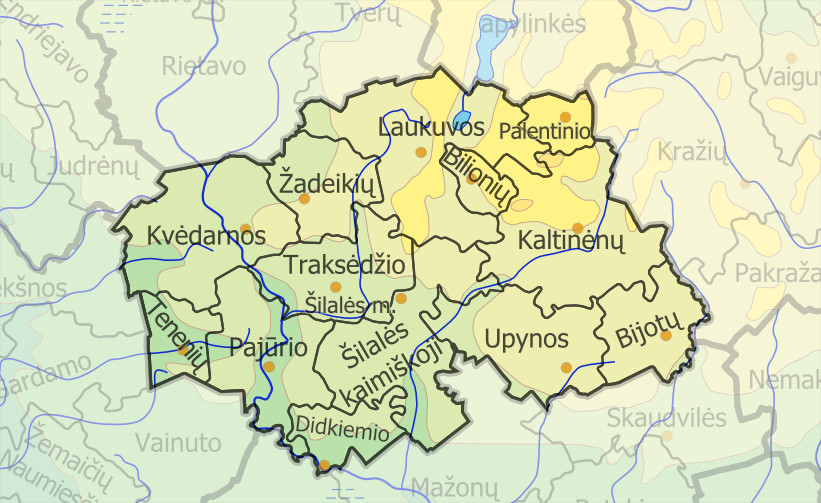
Seniūnijos del districte municipal de Šilalė

- Šilalės kaimiškoji seniūnija (Šilalė)
- Šilalės miesto seniūnija (Šilalė)
- Tenenių seniūnija (Teneniai)
- Traksėdžio seniūnija (Šilalė)
- Upynos seniūnija (Upyna)
- Žadeikių seniūnija (Žadeikiai)